# L'Œil au beur(re) noir
Pour plus de détails, voir Fiche technique et Distribution.
L'Œil au beur(re) noir est un film français réalisé par Serge Meynard et sorti au cinéma en 1987.

## Synopsis
Rachid est un jeune beur qui enchaîne les petits boulots, et use de drôles de stratagèmes pour séduire les filles : avec l'aide de complices faisant semblant d'agresser les demoiselles, il se fait passer pour un preux chevalier venant s'interposer dans la fausse bagarre. Un jour, le stratagème tourne mal, Virginie, la demoiselle visée, réussit à se défendre seule et à envoyer les complices au tapis. Pire encore, la jeune femme tape dans l'œil d'un autre passant venu s'interposer, Denis, jeune artiste peintre antillais. Malgré cette rivalité amoureuse naissante, Rachid et Denis vont mutualiser leurs efforts dans la recherche impossible d'un appartement. Virginie essayera de les aider en demandant à son oncle, qui possède un appartement vacant, de le leur louer. Denis et Rachid vont alors être confrontés au racisme des propriétaires en général, et de cet oncle en particulier.

## Fiche technique
- Titre : L'Œil au beur(re) noir
- Réalisation : Serge Meynard, assisté de Pascal Chaumeil
- Scénario : Serge Meynard, Patrick Braoudé et Jean-Paul Lilienfeld
- Photographie : Jean-Jacques Tarbès
- Montage : Georges Klotz
- Sociétés de production : Les Films Ariane, Lira Films, Films A2, Séléna Audiovisuel, Soffia, Paradise Productions
- Pays de production :  France
- Langue originale : français
- Genre : comédie
- Durée : 90 minutes
- Date de sortie : 
  - France : 4 novembre 1987
- Affiche : Jouineau Bourduge (France)

## Distribution
- Julie Jézéquel : Virginie
- Smaïn : Rachid
- Pascal Légitimus : Denis
- Patrick Braoudé : Georges
- Jean-Paul Lilienfeld : Junior
- Michel Berto : Picard
- Dominique Lavanant : Simone Perron
- Martin Lamotte : Jean-René Perron
- Jean-Jacques Tarbès : Visiteur d'appartement
- Françoise Michaud : Femme agence immobilière avec appareil dentaire
- Albert Delpy : Un boutiquier
- Harlem Désir : Un déménageur

## Distinctions
- César 1988 du meilleur premier film pour Serge Meynard
- Nomination de Pascal Légitimus au César 1988 du meilleur espoir masculin